# Столбов, Александр Сергеевич
Алекса́ндр Серге́евич Столбо́в (род. 5 июня 1929, Вятка, СССР) — советский художник, живописец, педагог, член Санкт-Петербургского Союза художников (до 1992 года — Ленинградской организации Союза художников РСФСР).

## Биография
Столбов Александр Сергеевич родился 5 июня 1929 года в Вятке в семье художников.
В 1933 году Александр Столбов с матерью приехал в Ленинград. В 1939—1941 годах занимался в детской изостудии. В 1945 году после возвращения из эвакуации поступил в Среднюю художественную школу (ныне художественный лицей имени Б. В. Иогансона). Занимался у В. Ф. Подковырина, В. В. Соколова, М. Г. Козелла.
В 1952 году Столбов поступил на живописное отделение Ленинградского института живописи, скульптуры и архитектуры имени И. Е. Репина. Занимался у В. В. Соколова, В. В. Пименова, В. Г. Вальцева, Б. М. Лавренко, Б. Д. Харченко. В 1958 Столбов окончил институт по мастерской И. Серебряного, дипломная картина — «Выход из окружения».
С 1959 года Александр Столбов участвует в выставках ленинградских художников. Пишет жанровые и тематические картины, портреты, натюрморты, архитектурные и ландшафтные пейзажи, этюды с натуры. В 1960—1970-е годы создал серию портретов ленинградских художников, в том числе О. Почтенного, А. Грушко, Е. Гороховой, А. Семёнова, В. Андреева, скульптора К. Суворовой.
Александр Столбов — член Ленинградской организации Союза художников РСФСР с 1961 года. Персональные выставки произведений Александра Столбова были показаны в 1982 году в Ленинграде и в 1988 году во Пскове.
В 1960—1980-е годы Александр Столбов совершает творческие поездки в Армению, Среднюю Азию, Заонежье, работает в Доме Творчества художников Горячий Ключ и особенно много в древнем Пскове, что нашло отражение в созданных произведениях. Декоративная живопись, основанная на отношениях пятен насыщенного локального цвета, обобщённом рисунке и укрупнённых деталях в 1970-е годы постепенно сменяется более традиционной манерой письма, для которой характерен интерес к объёмно-пространственному построению композиции и тональной разработке колорита.
С 1966 года Столбов преподавал на кафедре общей живописи Ленинградского Высшего художественно-промышленного училища имени В. И. Мухиной. Его работы находятся в художественных музеях России, в частных собраниях в России, Великобритании, Франции и других странах.
Жена - скульптор Кира Иннокентьевна Суворова (1931-2017), дочь скульптора Иннокентия Ивановича Суворова и художницы Софии Людвиговны Закликовской.

## Выставки
- 1960 год (Ленинград): Выставка произведений ленинградских художников 1960 года.
- 1960 год (Ленинград): Выставка произведений ленинградских художников.
- 1961 год (Ленинград): «Выставка произведений ленинградских художников».
- 1962 год (Ленинград): "Осенняя выставка произведений ленинградских художников".
- 1965 год (Ленинград): Весенняя выставка произведений ленинградских художников.
- 1968 год (Ленинград): Осенняя выставка произведений ленинградских художников.
- 1973 год (Ленинград): Наш современник. Третья выставка произведений ленинградских художников.
- 1975 год (Ленинград): Наш современник. Зональная выставка произведений ленинградских художников.
- 1976 год (Ленинград): Портрет современника. Пятая выставка произведений ленинградских художников.
- 1977 год (Ленинград): Выставка произведений ленинградских художников, посвящённая 60-летию Великого Октября.
- 1978 год (Ленинград): Осенняя выставка произведений ленинградских художников.
- 1980 год (Ленинград): Выставка произведений семи ленинградских художников, с участием Елены Гороховой, Петра Литвинского, Владимира Максимихина, Ростислава Пинкавы, Тамары Полосатовой, Юрия Шаблыкина, Александра Столбова.
- 1980 год (Ленинград): Зональная выставка произведений ленинградских художников.
- 1997 год (Петербург): Связь времён. 1932—1997. Художники — члены Санкт-Петербургского Союза художников России.